# Јован II Орсини
Јован II Орсини или Јован Комнин Дука (грчки: Ἰωάννης Κομνηνός Δούκας; итал. Giovanni II Orsini) је био гроф Кефалоније (1323-4) и епирски деспот (1324-1335). Припадник је породице Орсини.

## Биографија
Јован је био син грофа Јована I Орсинија, грофа Кефалоније, и Марије, ћерке деспота Нићифора I Комнина Дуке и принцезе Марије Ласкарис. Његов старији брат, Никола Орсини, овладао је 1318. године Епиром након убиства свог ујака, деспота Томе I Комнина Дуке. Јован је 1323. године убио свога брата и овладао Епиром и Кефалонијом. Године 1324. Јован Гравина, господар Драча, се зауставио у Кефалонији на путу ка Пелопонезу где се хтео борити са снагама византијског цара Андроника II Палеолога. Свргао је грофа Јована Орсинија како би његову територију користио као базу за нападе на Пелопонез. Лишен своје породичне базе гроф Јован II Орсини склапа савез са царем Андроником II признавајући његову врховну власт. Оженио се Аном Палеолог, унуком Димитрија Дуке, сина деспота Михаила II Комнина Дуке. Прешао је у православље и добио је византијску титулу деспота. Успео је да поврати ранији положај, али је изгубио Кефалонију. Деспот Јован II је 1331. године, нападнут од стране грофа Валтера VI од Бријена, титуларног војводе Атине, зета анжујског кнеза Филипа I Тарентског и кнегиње Тамаре Ангелине Комнине. Гроф Валтер VI је предузео опсаду Арте. деспот Јован II је приморан признати његову врховну власт. Када се гроф Валтер VI вратио у Италију, 1332. године, деспот Јован II је напао и припојио својој држави и Тесалију која је након смрти Стефана Габријелопола пала у анархију. Тиме је изазвао цара Андроника III Палеолога који је сматрао да полаже права на источни део Тесалије. Племство у Епиру је било подељено на Византијске и Анжујске присталице. Деспот Јован II Орсини је изненада умро 1335. године. Могуће је да га је отровала његова супруга деспина Ана.
Деспот Јован II Орсини и деспина Ана Палеолог, имали су двоје деце:
- Нићифор II Орсини (умро 1359), који га је наследио на престолу Епира.
- Томаиса Орсини (рођена око 1330), удата за цара Симеона Уроша Синишу Немањића, сина краља Стефана Уроша III Дечанског Немањића, цара Срба и Грка, који је постао владар Епира 1359. године. Њихова ћерка Марија удала се за касније владаре Епира, деспота Тому II Прељубовића и деспота Изаула де Буонделмонтија, владала је Епиром самостално након смрти деспота Томе II, све док није Исаула прогласила за деспота.